# Massimo (praefectus urbi)
Massimo (in latino Maximus; fl. 361-363) è stato un funzionario romano, praefectus urbi tra il 361 e il 363.

## Biografia
Massimo era un membro dell'aristocrazia senatoriale romana. 
Fu forse lui il Massimo che fu inviato dall'usurpatore Magnenzio presso l'imperatore Costanzo II e Vetranione nel 350.
Nel tardo 361, Massimo e Lucio Aurelio Aviano Simmaco, che erano stati inviati dal Senato romano presso l'imperatore Costanzo II (figlio e successore di Costantino I), incontrarono a Naisso Giuliano, cesare d'Occidente che si era ribellato al cugino Costanzo (Giuliano era anche figlio di Giulio Costanzo, avuto da seconde nozze). Giuliano accolse i due ambasciatori con tutti gli onori, poi nominò Massimo praefectus urbi di Roma al posto di Tertullo; la sua scelta era motivata dal voler favorire Vulcacio Rufino. Massimo era in carica ancora il 28 gennaio 362, come attestato da un'iscrizione, Durante il suo mandato, vi fu abbondanza di generi alimentari e cessarono le lamentele della plebe.
Il senatore Massimo è identificato con il praefectus urbi di Roma dal dicembre 361 al febbraio 363. Ammianus Marcellinus lo cita semplicemente come Maximus , mentre Quintus Aurelius Symmachus gli attribuisce anche il nome Clytholias ed ancora lo ritroviamo come Artorius Clytholias Maximus.
Clytholias Maximus era il nipote di Vulcacio Rufino (console nel 347) e Nerazio Cereale (console nel 358). Sua zia era Nerazia Galla, la moglie di Giulio Costanzo ( fratellastro di Costantino I), e quindi Massimo era primo cugino di Costanzo Gallo.